# Левський (Варненська область)
Ле́вський (болг. Левски) — село у Варненській області Болгарії. Входить до складу общини Суворово.

## Населення
За даними перепису населення 2011 року у селі проживали 177 осіб.
Національний склад населення села:
| Національність   | Кількість осіб | Відсоток |
| ---------------- | -------------- | -------- |
| болгари          | 156            | 89,1%    |
| турки            | 8              | 4,6%     |
| цигани           | 0              | 0%       |
| інша             | 0              | 0%       |
| не визначились   | 11             | 6,3%     |
| Всього відповіли | 175            |          |

Розподіл населення за віком у 2011 році:
Динаміка населення:

## Відомі особистості
В поселенні народився:
- Нікола Радєв (1940-2016) — болгарський письменник.